# Крионика
Крионика (от гръцки: κρύος – студ, мраз) е наука за нискотемпературното запазване на хора и животни, чийто живот не може да бъде поддържан от съвременната медицина, с надеждата, че в бъдеще ще бъде възможно лечението и съживяването им. Криоконсервацията на хора или големи животни е необратима с днешната технология. Обосновката на криониката е, че хора, които се считат за мъртви според модерните легални и медицински определения за смъртта, може да не са задължително мъртви според по-строгото определение на окончателната смърт. Предполага се, че криоконсервираните хора могат някой ден да бъдат съживени благодарение на напредналата технология на бъдещето.
Бъдещите възстановяващи технологии са все още само хипотетични. В отговор на скептицизма от учени като Стив Джоунс е написано отворено писмо, подкрепящо криониката, подписано от 62-ма учени. До 2012 г. само около 250 души преминават процедурата, след като е предложена за пръв път през 1962 г. В САЩ крионично запазване може да бъде приложено само на хора, които са определени като легално мъртви, защото в противен случай се счита за убийство.
В идеалния случай крионичните процедури започват няколко минути след спиране на сърдечната дейност и се използват криозащитни вещества, за да се предотврати формирането на лед по време на криоконсервацията. Въпреки това идеята на криониката също така включва запазването на хора след по-дълго следсмъртно отлагане поради вероятността мозъчните структури, отговарящи за съхраняването на спомените и личността, да са все още запазени. Повечето защитници на криониката виждат процеса като строго зависим от обстоятелствата.
|  | Тази страница частично или изцяло представлява превод на страницата Cryonics в Уикипедия на английски. Оригиналният текст, както и този превод, са защитени от Лиценза „Криейтив Комънс – Признание – Споделяне на споделеното“, а за съдържание, създадено преди юни 2009 година – от Лиценза за свободна документация на ГНУ. Прегледайте историята на редакциите на оригиналната страница, както и на преводната страница, за да видите списъка на съавторите. ВАЖНО: Този шаблон се отнася единствено до авторските права върху съдържанието на статията. Добавянето му не отменя изискването да се посочват конкретни източници на твърденията, които да бъдат благонадеждни. |